# Mistrovství světa v jízdě na skibobech 2016
XXXVII. ročník Mistrovství světa v jízdě na skibobech 2016 se konal v českém středisku v Deštné v Orlických horách od 17. února do 20. února 2016. Na programu šampionátu byl závod v super G, obřím slalomu, slalomu a kombinaci a to v kategorii mužů a žen.

## Medailové pořadí zemí
| Pořadí | Země           | Zlato | Stříbro | Bronz | Celkově |
| ------ | -------------- | ----- | ------- | ----- | ------- |
| 1.     | Česko (CZE)    | 6     | 5       | 2     | 13      |
| 2.     | Rakousko (AUT) | 3     | 2       | 3     | 8       |
| 3.     | Německo (GER)  | -     | -       | 3     | 3       |
|        | Celkem         | 9     | 7       | 8     | 24      |

## Medailisté

### Muži
| Disciplína  | Zlato                                             | Stříbro                        | Bronz                        |
| ----------- | ------------------------------------------------- | ------------------------------ | ---------------------------- |
| super G     | David Krejčí Česko (CZE)                          | Pavel Čiháček Česko (CZE)      | Joachim Knauß Rakousko (AUT) |
| obří slalom | Pavel Čiháček Česko (CZE)                         | Gerfried Seeber Rakousko (AUT) | Aleš Housa Česko (CZE)       |
| slalom      | Pavel Hlaváč Česko (CZE) David Krejčí Česko (CZE) | medaile neudělena              | Aleš Housa Česko (CZE)       |
| kombinace   | Aleš Housa Česko (CZE)                            | Pavel Hlaváč Česko (CZE)       | Joachim Knauß Rakousko (AUT) |

### Ženy
| Disciplína  | Zlato                             | Stříbro                           | Bronz                              |
| ----------- | --------------------------------- | --------------------------------- | ---------------------------------- |
| super G     | Claudia Hartlová Rakousko (AUT)   | Stanislava Preclíková Česko (CZE) | Lisa Zaffová Rakousko (AUT)        |
| obří slalom | Claudia Hartlová Rakousko (AUT)   | Kristýna Harnachová Česko (CZE)   | Silvia Steiningerová Německo (GER) |
| slalom      | Stanislava Preclíková Česko (CZE) | Claudia Hartlová Rakousko (AUT)   | Silvia Steiningerová Německo (GER) |
| kombinace   | Claudia Hartlová Rakousko (AUT)   | Stanislava Preclíková Česko (CZE) | Silvia Steiningerová Německo (GER) |